# Els contes de la Mare Oca
El títol Les Contes de ma mère l'Oye (en català, Els contes de la Mare Oca) es refereix a una recopilació de vuit contes de fades escrits per Charles Perrault, i difosos el 1697, sota el títol Histoires ou contes du temps passé, avec des moralités, i amb un segon títol en la contratapa del llibre: Contes de ma mère l'Oye. Aviat aquesta obra es va tornar un clàssic de la literatura infantil, en alguna mesura eclipsant la resta de la producció literària de l'autor.

## Presentació

### Origen

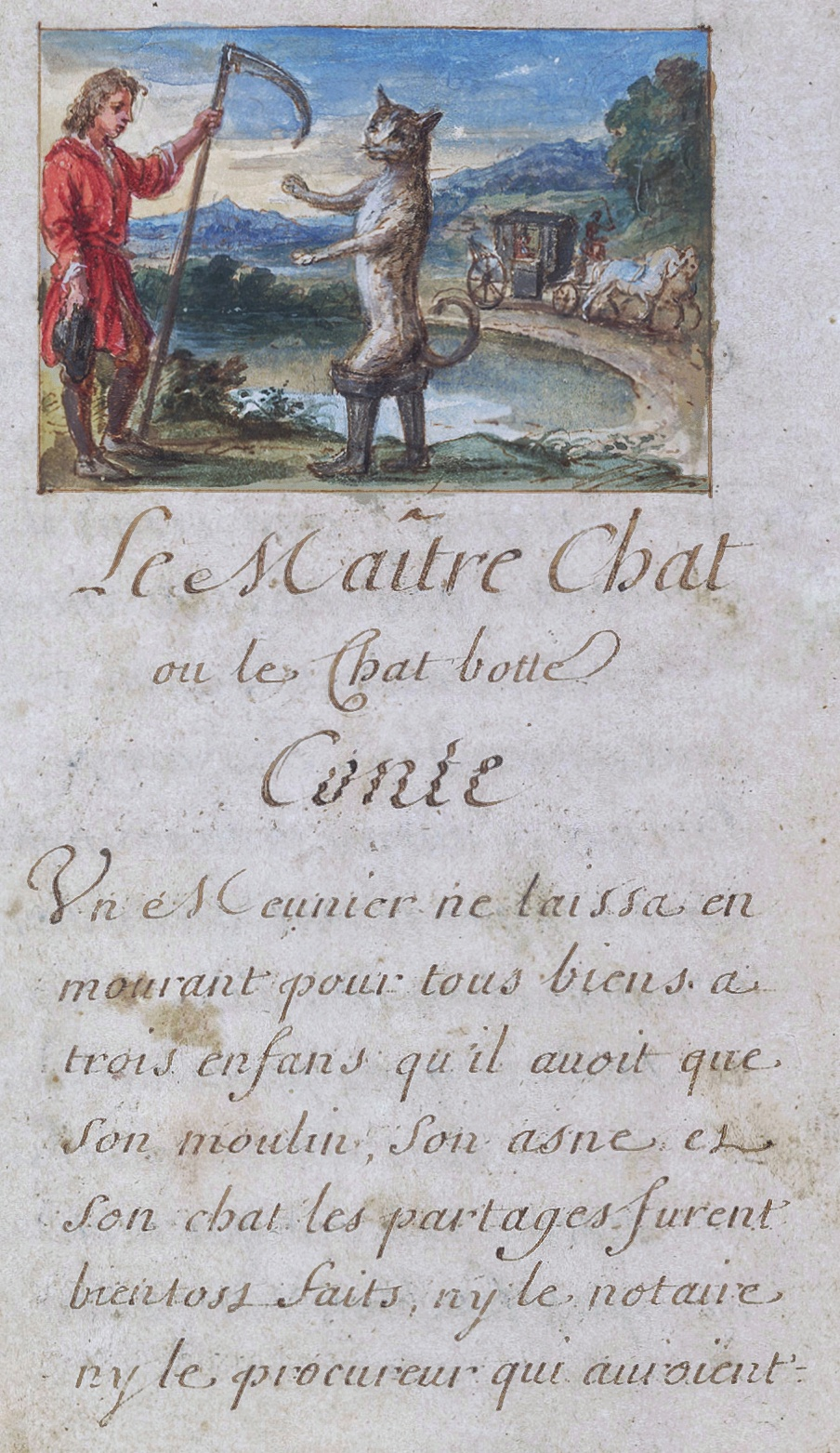
El gat amb botes, pàgina manuscrita i il·lustrada de finals del.

Tres anys abans de la fi del segle xvii, el sempre seriós i treballador Charles Perrault, aleshores amb seixanta-nou anys, el mateix que, en l'anomenada Polèmica dels Antics i els Moderns, s'oposava a Jean de La Fontaine, a Nicolas Boileau-Despréaux, i a Jean de la Bruyère, va impulsar l'aparició de la primera edició de la recopilació dels seus contes, usant el nom del seu tercer fill, Pierre Darmancour. Aquesta primera edició incloïa vuit contes en prosa, als quals més tard se'ls s'agregarien una novel·la i dos contes en vers, ja publicats anteriorment per separat.
Els Contes de ma mère l'Oye van sorgir en una època en la qual els contes de fades estaven en voga entre els adults burgesos i aristocràtics. Però paradoxalment, cap obra d'aquest tipus estava, en aquella època, pensada i dirigida a un públic infantil. Tan sols, existien algunes històries per la gent menuda que es transmetien oralment a través de les mainaderes i les sirventes, sovint procedents de zones rurals i desplaçades a les ciutats a la recerca de treball.
En un sentit estricte, Charles Perrault no va inventar cap de les històries que va escriure. El seu mèrit va ser el d'inspirar-se en aquelles narracions populars i refer-les amb el seu propi estil. Podria ser també que s'inspirés, igualment, en una recopilació de contes efectuada per l'italià Juan Bautista Basile, Lo cunto de li cunti (pentamerone).
Perrault va seleccionar algunes d'aquelles històries, les més freqüents, i les va treballar transformant en certa manera alguns dels arguments, o, almenys, la seva presentació.
La Mare Oca, un personatge popular i fictici, bé pot dir-se que representava a una camperola molt xerraire a la qual li agradava d'explicar aquestes històries.
Perrault molt probablement seria un dels primers recol·lectors o col·leccionistes de les històries que s'explicaven als nens i nenes de nit o en els dies plujosos. Tot i que l'escriptor no cità mai les seves fonts, tampoc realment es pot considerar l'autor original dels contes. Però la veritat és que Perrault va treballar i va modificar les històries que escoltava fent-les seves. Es creu que les versions orals eren, en origen, molt més crues i brutals.

### Oblits i successos

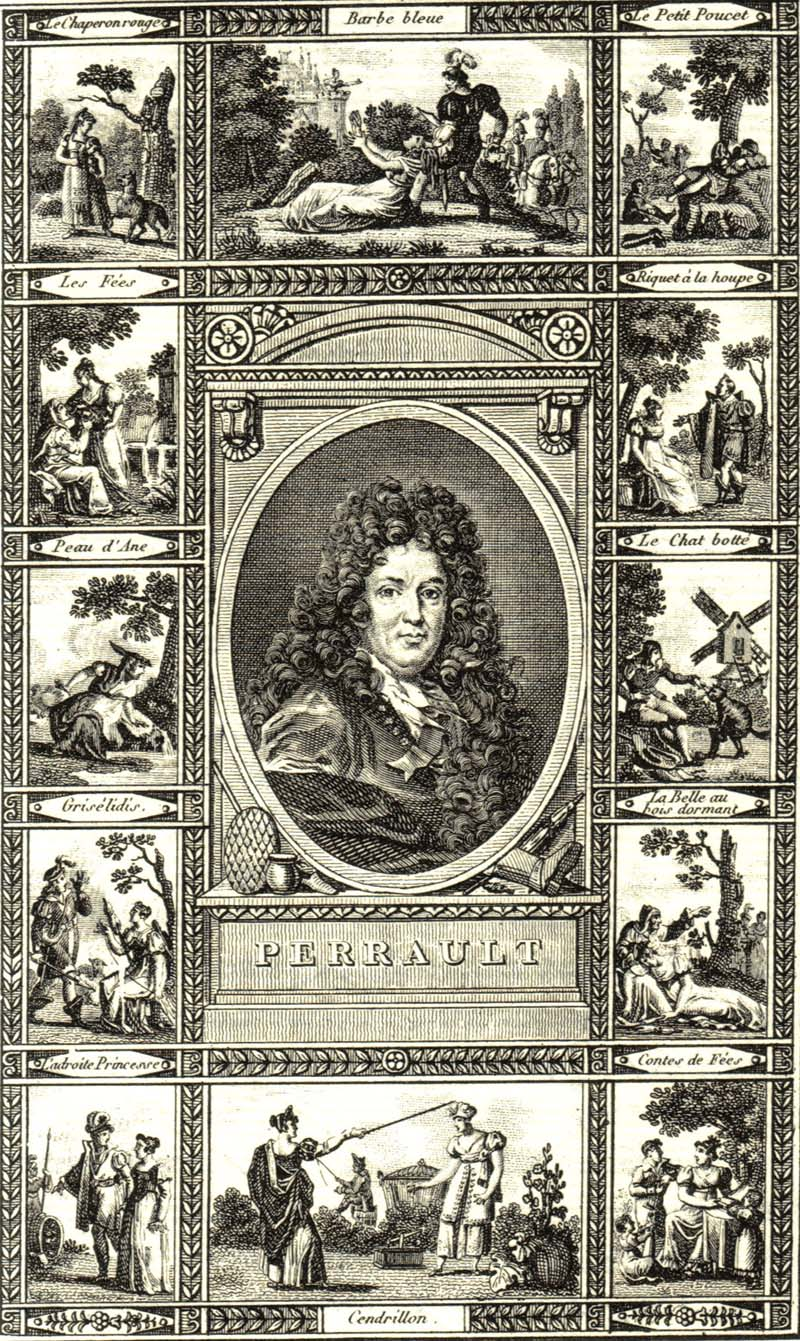

Des de la seva aparició en 1697, els contes recopilats per Perrault van obtenir el favor del públic i, en el mateix any, Claude Barbin va llançar una segona edició. A més, es van fer nombroses edicions holandeses, no autoritzades, les quals varen inundar el mercat, al costat d'una proliferació de diverses publicacions de contes i recopilacions sobre temàtiques meravelloses i màgiques. Com era de preveure, aquesta moda va acabar per suavitzar-se i quan Perrault va morir en 1703, els personatges dels contes de fades, ja desacreditats i poc valorats, van cedir el seu lloc a les històries màgiques orientals.
Així, l'any 1704, es va donar difusió preferent a la traducció de Antoine Galland de l'obra Les mil i una nits, i poc després, en 1721, Montesquieu va impactar amb la seva novel·la epistolar titulada Cartes perses (en francès, Les lettres persanes).
El segle xviii, en bona part, va estar marcat, pel que fa a la literatura i al teatre musical, per les novel·les epistolars i per l'òperes. Des d'aquests dos escenaris es va impulsar aquesta nova moda. Entre els seus promotors es pot citar a Charles Louis de Secondat (Montesquieu), Samuel Richardson, Antonio Vivaldi, Johann Adolph Hasse, Wolfgang Amadeus Mozart, etc.
Els intel·lectuals i els grans autors del Segle de les Llums van ignorar aleshores totalment els contes de Perrault, en els quals no veien més que l'expressió de supersticions a través de les quals el poble s'embrutia.
Va ser necessari esperar fins a la meitat del segle xix, perquè aquest tipus de contes infantils suscitessin un nou entusiasme. Aleshores, es va posar de moda, entre les famílies burgeses, llegir històries als nens i nenes. Va ser el moment en què van veure la llum esplèndides edicions dels Contes de Perrault, freqüentment il·lustrades per Gustave Doré.
L'èxit d'aquest tipus de literatura ja no va decréixer a partir d'aquell moment i les històries narrades en els contes van ser represes una vegada i una altra sota múltiples formes: ballet, òpera, historieta, musical, film d'animació, pel·lícula de curt o de llarg metratge, etc. Aquests contes, en endavant, van interessar també als adults, fins i tot als més seriosos i formals. El psiquiatre Bruno Bettelheim s'ha ocupat d'analitzar aquesta qüestió, assenyalant que hi ha una mica d'universal en aquestes històries, doncs contenen tots els elements que ens obsessionen i ens interessen a tots, les dificultats de les relacions familiars i personals, les pors inhibides o reprimits del psiquisme infantil, les problemàtiques que afecten els éssers estimats o simpàtics i/o a nosaltres mateixos, trames d'històries senzilles de recordar i que transmeten ensenyaments i moralitats, la qual cosa ajuda a identificar situacions similars en la vida quotidiana, etc.
Pels folcloristas Iona i Peter Opie, l'èxit i la repercussió d'una història pot ser atribuïda a raons de vegades estranyes, i per moments incompatibles o contradictòries entre si. El gran èxit de Perrault, tal vegada va ser conseqüència d'haver acceptat els contes de fades tal com eren transmesos per tradició oral.
En efecte, Perrault no va intentar modificar-los ni aprofundir-los, encara que bé va pensar que seria útil acabar aquestes històries amb un ensenyament moral, i a més, en alguns casos també va suavitzar els esdeveniments més crus allí relatats. Probablement Perrault avui dia seria reconegut com el pare del folklore, si hagués tingut el temps i la constància de citar les seves fonts, per així poder saber on, quan, i en quines circumstàncies, aquestes històries eren transmeses de generació en generació.
El motiu pel qual Charles Perrault va escriure aquests contes, en l'època actual només pot ser objecte d'especulació, i eventualment podria explicar-se pel context històric dels últims anys de l'anomenat Gran Segle, marcat pel cartesianisme, i per la tendència de França a sumir-se en grans dificultats financeres, a l'una que l'absolutisme real de Luis XIV es feia més dur i abandonava els esperits del poble a la seva sort i a les seves pròpies forces. En tals circumstàncies, Perrault, tal vegada, buscava expressar els seus dubtes sobre l'avenir «tornant a les arrels profundes de la mentalitat eterna del poble».

### Controvèrsies sobre la paternitat de l'obra

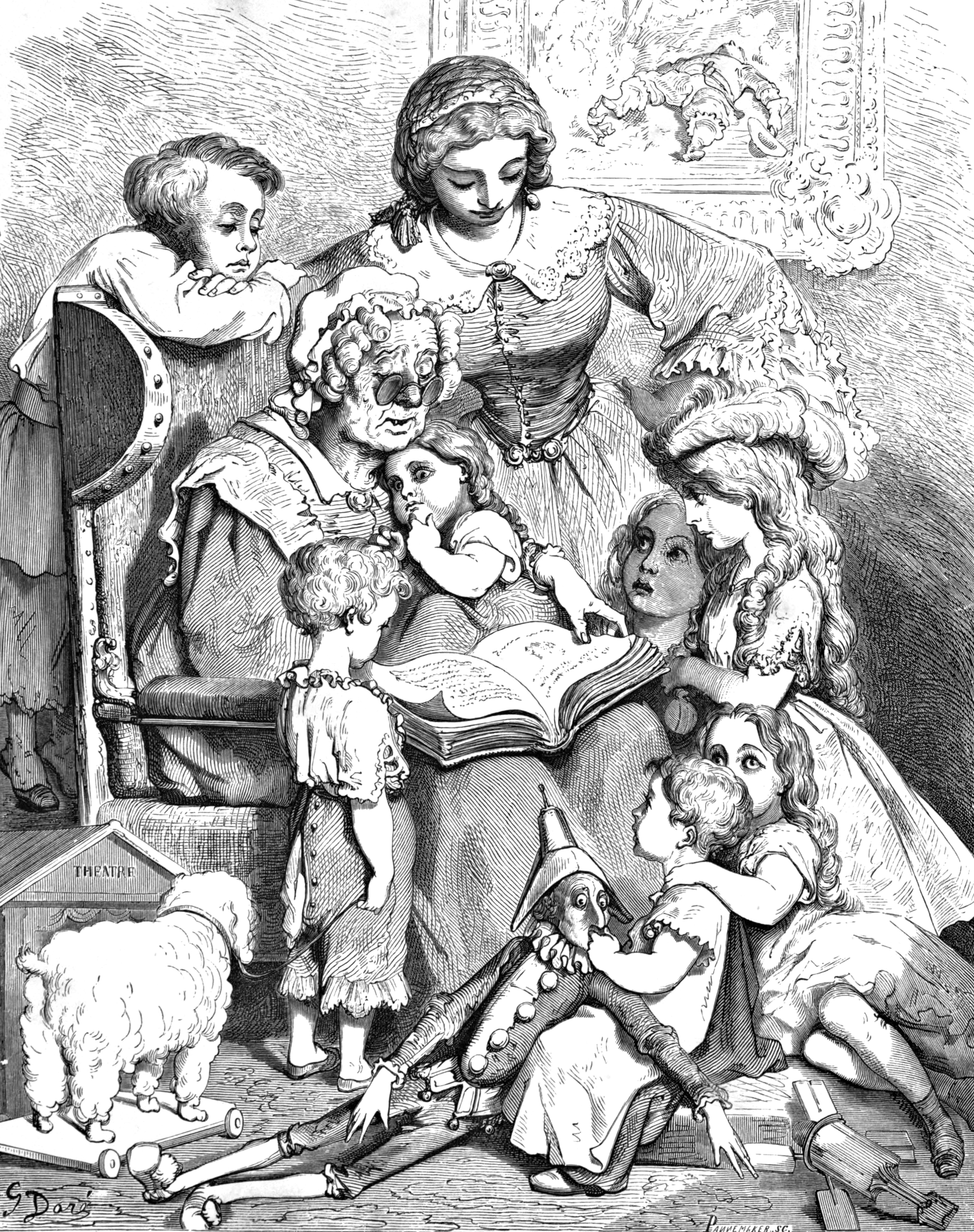

La paternitat d'Històries o contes del temps passat de vegades és atribuïda a Pierre Darmancour, fill de Charles Perrault. La prova central o principal d'aquesta suposició, resideix en l'existència d'una dedicatòria en la recopilació promoguda per Isabel Carlota de Borbó-Orleans, la neta més jove de Luis XIV, ja que aquesta dedicatòria està signada «P. Darmancour».
La Revue des études historiques proporciona altres dues proves: (1) d'una banda, el propi rei invoca i assigna el privilegi de l'obra amb el nom Darmancour, i (2) una contraedició holandesa de Històries porta l'esment «Per els fils de M. Perrault, de l'Académie Française». Aquesta tesi va ser defensada a partir de l'any 1699 per l'abat de Villiers.
Una hipòtesi possible seria que Pierre Darmancour, que llavors tenia al voltant de setze anys, recollís aquests contes populars en un quadern, resumint narracions que probablement escoltava de boca de la seva nodrissa o del seu propi pare, i Charles Perrault, acurat defensor de la literatura moderna amb empremta pròpia i no basada en històries massa antigues, hi hauria eventualment reescrit aquests contes redactats pel seu fill.
Charles Deulin i posteriorment Charles Marty-Laveaux, pensen més aviat que en aquesta recopilació es recollien narracions originalment proposades pel mateix Perrault al seu fill.
Per a altres investigadors i estudiosos, i principalment per la Encyclopædia Universalis i l'Enciclopèdia Larousse, Perrault simplement va prendre prestat el nom del seu fill amb motiu de la primera difusió de les històries.
Segons Iona i Peter Opie, Charles Perrault durant molt temps va ser conegut pel seu interès vers els «contes de vigília» o «contes de la Mare Oca». Prova d'això és que en 1693 va publicar una versió en vers de Les souhaits ridicules, i que en 1694 va publicar Peau d'âne. A més, en 1695, o sigui dos anys abans de la publicació oficial en 1697 de l'obra que es tracta en aquest article, se sap que es va descobrir un manuscrit il·lustrat contenint cinc dels contes de Histoires, i entre ells Li xat botté escrit per Perrault. Pierre Darmancour tenia aleshores entre setze i disset anys, quan probablement es va escriure el manuscrit esmentat. Segons certs universitaris anglesos, amb aquesta edat el noi probablement no tenia gran interès per escriure ni capacitat per redactar aquests contes, cosa avalada en part per fets posteriors, doncs Pierre es va fer soldat, i en aquest temps mai va demostrar interès per la literatura. Quan aquest personatge va morir al maig de 1700 a l'edat de 22 anys, la seva necrologia per res va establir un vincle entre el mort i Histoires, mentre que per contra, en la necrologia del pare mort al maig de 1703, aquí sí es va esmentar que el mort era el creador de la Belle au bois dormant.

### Títols

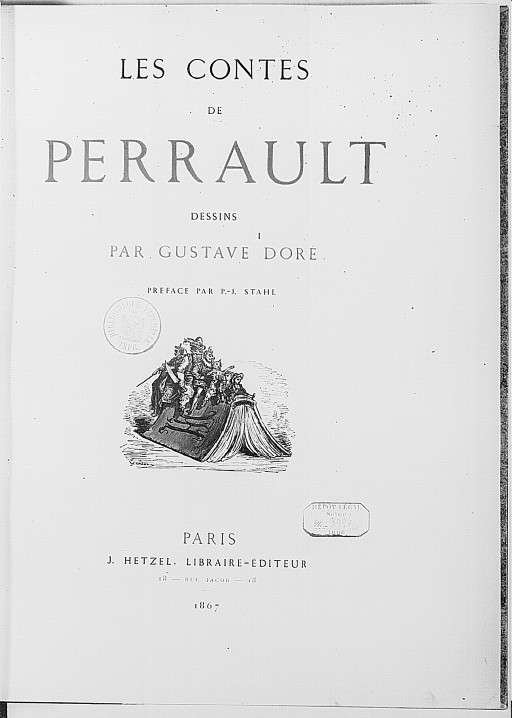
Els contes de Perrault, dibuixos de Gustave Doré, edició 1867.

La recopilació «Contes de la Mare Oca» de 1697 integra vuit títols en prosa:
- La bella dorment del bosc (La Belle au bois dormant)[27]
- La Caputxeta Vermella (Le Petit Chaperon rouge)[28]
- Barba Blava (La Barbe bleue)[29]
- El gat amb botes (Le Maître chat ou le Chat botté)[30]
- Les Fades (Les Fées)[31]
- La Ventafocs (Cendrillon ou la Petite Pantoufle de verre)[32]
- Riquet amb borla (Riquet à la houppe)[33]
- Polzet (Le Petit Poucet)[34]

A partir de l'edició de 1781 (primera edició completa), als vuit títols en prosa es van afegir dos contes en vers i un conte novel·lat també en vers, si bé és cert que havien estat escrits abans de 1697. Les tres obres acabades de referir (amb les seves respectives primeres dates d'aparició) eren les següents:
- La Marquise de Salusses ou La Patience de Griselidis, 1691[36]
- Les Souhaits ridicules, 1693[37]
- Pell d'ase (Peau d'âne, 1694)[38]

L'any 1861 va ser l'any en que va aparèixer l'esplèndida edició in-foli de Hetzel, amb il·lustracions de Gustave Doré.

### Cronologia
La recopilació original dels contes de la Mare Oca conformaven un text heterogeni, no estructurat en el seu conjunt tal com es presenten en les edicions modernes.

#### Tres escrits en vers
Un conte novel·lat titulat La Marquise de Salusses, i dos contes de fades, Els Souhaits ridicules i Peau d'Âne, tots ells en vers, es van publicar inicialment per separat, els tres acompanyats d'un text prefacial (epístola dedicatòria), i els tres signats per Charles Perrault.
- La Marquise de Salusses també titulat La Patience de Griselidis —text complet en Wikisource— es va difondre el 1691.[40] La història va ser llegida davant l'Académie française per l'abat Louis Irland de Lavau, i poc després va ser publicat a la revista Le Mercure Galant precedida de dues cartes dedicatòries, una d'elles en vers dirigida a una dama, i l'altra en prosa dirigida a un cavaller (cap d'aquests dos destinataris estaven identificats ni tampoc ho van ser posteriorment).
- Les Souhaits ridicules va ser publicat a Le Mercure Galant el 1693.[41] Aquest text va ser dedicat a « Mademoiselle de la C. ».
- El 1694 es va donar difusió a una recopilació que ajuntava les dues obres acabades d'indicar com ja publicades, agregant Peau d'Âne, així com una epístola dedicatòria a Felipe I d'Orleans que acompanyava a una altra dirigida a Griselidis.[42][43]
- El 1695 va aparèixer una nova edició de les tres obres en vers ja citades, augmentada amb un prefaci, i modificat l'ordre de presentació dels texts: Griselidis, Peau d'Âne, Les Souhaits ridicules. Aquesta publicació estava marcada com la «quarta edició», així que es pot pensar que va haver-hi una tercera edició, avui dia considerada com perduda. En forma clara, l'autoria d'aquesta obra era reivindicada per Perrault.

#### Dues princeses, dues recopilacions

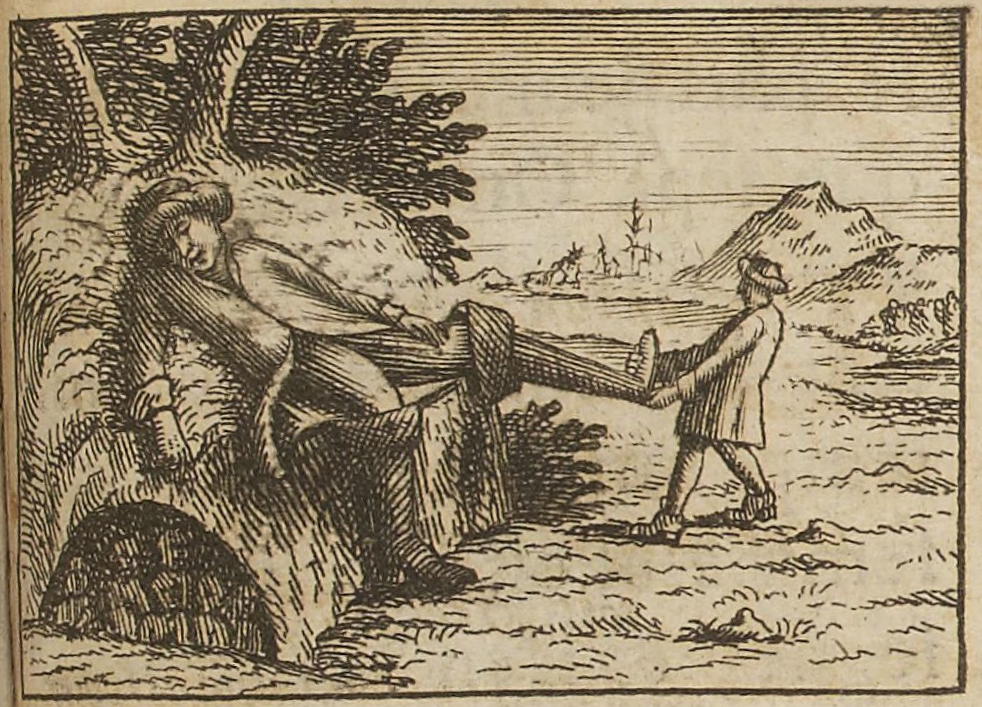
Polzet, il·lustració de Antoine Clouzier en la primera edició de 1697.

- El 1695 va aparèixer un manuscrit de Contes de la Mare Oca dedicat a Mademoiselle. Aquesta recopilació és atribuïda a Pierre Darmancour, fill de Charles Perrault. Aquest escrit comprèn cinc contes en prosa: La Belle au bois dormant, Le Petit Chaperon rouge, La Barbe bleue, Le Maître chat ou le Chat botté, i a més Les Fées. Aquesta obra no es va correspondre amb cap edició destinada al públic, sinó que probablement es va usar per a difusió i entreteniment en la cort de Versailles.[44]

- El 1697 es va publicar Histoires ou contes du temps passé avec des moralités. Aquesta recopilació va ser precedida per una epístola dedicatòria signada per Pierre Darmancour, i per un frontispici de Antoine Clouzier. Aquesta obra estava acompanyada d'il·lustracions vàries, i ampliada amb tres nous contes en prosa: Cendrillon ou la Petite Pantoufle de verre, Riquet à la houppe, i Le Petit Poucet. Quant als altres cinc contes dels quals ja es tenia notícies amb anterioritat, aquí van sofrir revisions respecte de les seves respectives redaccions originals. Per alguna raó que es desconeix, Charles Perrault va prendre distància respecte d'aquesta publicació.

## L'estil
Els contes de la tradició popular oral, sens dubte presentaven un estil encantador, on la realitat s'integrava agradablement a allò meravellós, personificat per les fades i per altres personatges-tipus. L'expressió era simple i ingènua, i marcava sense subterfugis l'espiritual malícia de l'autor. Però darrere de la frescor d'estil i de la senzillesa de les frases, aquestes històries mostraven violència i crueltat, tant físicament com a psíquicament.

### Els personatges-tipus
Gràcies a les seves característiques ben definides i molt fàcils de reconèixer i memoritzar, els personatges dels contes de Perrault són estereotips comportamentals. Prenent coneixement de la vida d'aquests personatges en un món imaginari simplificat, el nen o la nena experimenta amb relacions que encara no ha tingut oportunitat de viure, i amb experiències que de cap manera desitja viure i que s'han d'evitar costi el que costi. D'aquesta manera, els personatges d'aquest tipus de contes donen lloc a múltiples i variades interpretacions lligades a la moral, al que s'ha de fer i al que no s'ha de fer, i en temps més recents, a les teràpies psicoanalítiques.

#### L'ogre

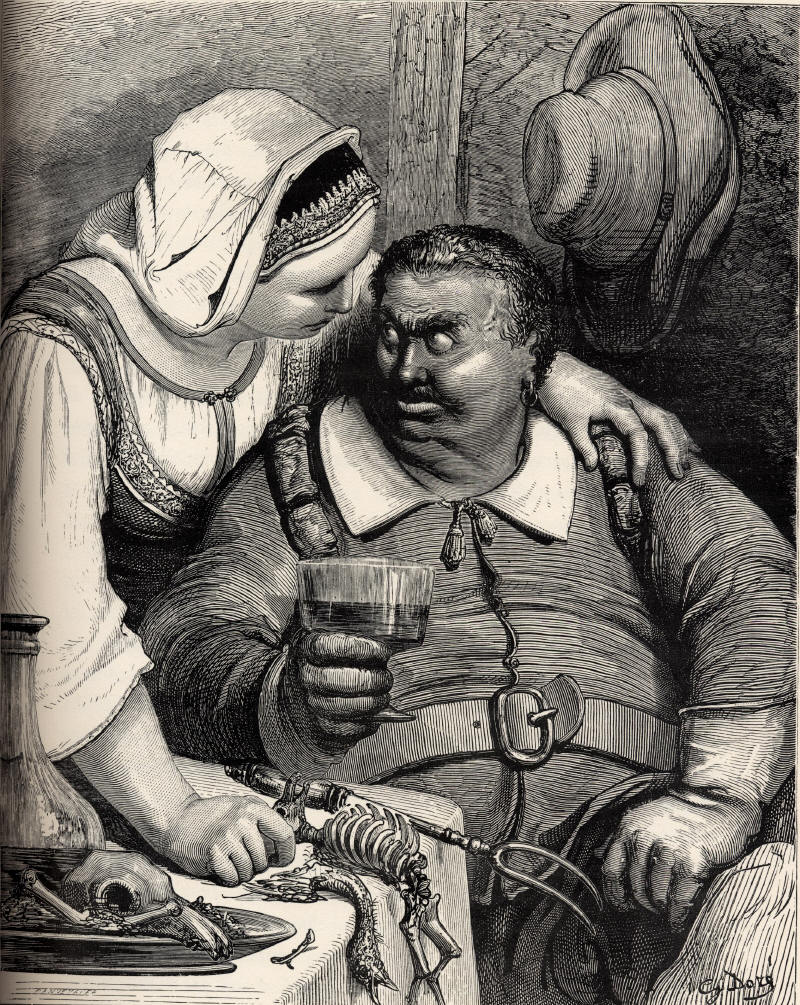
L'ogre del conte Pulgarcito al costat de la seva dona.

Els ogres i les seves companyes són personatges nefasts en la ficció, molt especialment els primers. Aquests éssers totpoderosos semblen tenir un sol objectiu: devorar als nens i a les nenes i als herois i heroïnes de les històries. A través de la gana insaciable que aquests grandots forçuts semblen tenir, en cert sentit, se simbolitza l'impuls oral brutal i absolut dels lactants i dels nens i nenes de poca edat. L'ogre representa igualment la figura paterna, que cal respectar i a la qual cal superar si es vol arribar a ser un adult.
A diferència dels llops de la ficció, que desitgen menjar porquets i nenes petites, els ogres en els contes de Perrault són sempre burlats i cap aconsegueix finalment el seu principal objectiu. Per exemple, l'ogre de l'obra Polzet devora per error a les seves pròpies filles, i la ogresa de la Bella dorment del bosc és enganyada i menja de la caça en lloc de devorar a la seva nora i els seus petits nens. L'ogre del Gat amb botes, es transforma en un ratolí, la qual cosa aprofita l'astut felí per convertir-ho en el seu esmorzar.

#### La fada malvada
La fada malèfica, vella, lletja, dolenta i sobretot geperuda, encarna una fada o una madrastra o una bruixa hostil vers el nen o la nena, que és injusta i malvada amb ell o amb ella, o fins i tot encarna una mare poc afectuosa, desaprensiva, i excessivament estricta. En totes les situacions acabades d'indicar, aquest personatge s'interposa entre el pare i el fill o la filla, desviant la natural afecció que deu haver-hi entre tots dos, i assenyalant faltes o descuits del petit o la petita en molts casos falsos o magnificats. La fada malèfica o malvada és el personatge oposat als herois i heroïnes de les històries, i desitja el mal per a ells i elles. A més, és símbol de regressió, evoca velles pors infantils, i fins i tot per la seva acció dificulta o intenta dificultar el desenvolupament dels infants i dels joves, o en alguns casos simplement desitja la seva mort, com per exemple en l'obra La Bella Dorment del bosc.

#### La princesa i el príncep

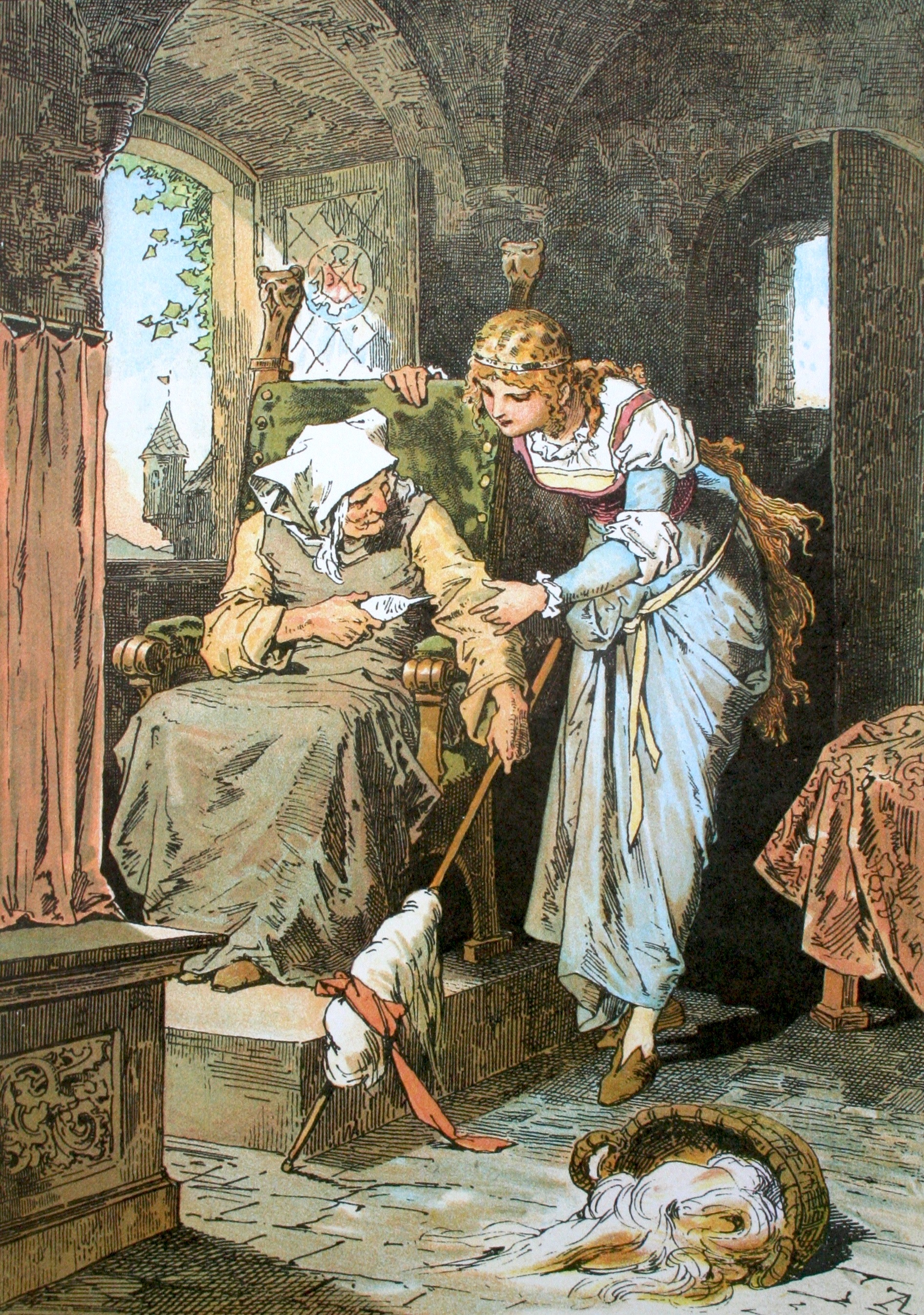
La Bella Dorment del Bosc, il·lustració d'Alexander Zick.

La princesa és encara molt jove i no està iniciada en l'amor. Ella ha de passar la pubertat. La Bella Dorment del bosc sagna punxant-se sobre un teler, com sagna l'adolescent en el moment de les seves primeres menstruacions, però deu observar-se un període de latència, simbolitzat en la història pel somni de cent anys, abans de ser sexualment madura (això és el que transmet el conte).
A més, com a rerefons hi ha un altre ensenyament que es propaga amb aquesta narració: Una joveneta no ha de rebel·lar-se mai contra el seu destí, i ha d'esperar pacientment que algú (en general una fada protectora) li indiqui el que ha de fer, i el que no ha de fer. Un príncep blau desitjat i esperat arriba per apartar tots els obstacles i inconvenients que li separen de la princesa, a qui cap a la fi de la història acaba demanant en matrimoni. El príncep, la imatge estereotipada del qual és la d'un jove valent, bon mosso i romàntic, tal vegada s'assimila més a una recompensa per a la princesa o a una idealització desenvolupada per aquesta última, que a un personatge amb un perfil realista.

#### La fada protectora
La fada protectora és la mentora ;de l'heroi, la figura maternal protectora que presta assistència al nen o al personatge central. Sent un personatge auxiliar, sosté i fa costat a l'heroi en les seves aventures, i apareix quan més la necessita. La fada protectora ajuda al personatge central a realitzar els seus desitjos gràcies als seus dons màgics, o proporcionant-li un objecte o una fórmula amb poders sobrenaturals, com una vareta màgica o com un conjur màgic, la qual cosa permetrà a l'heroi vèncer els personatges nefasts.

#### El llop

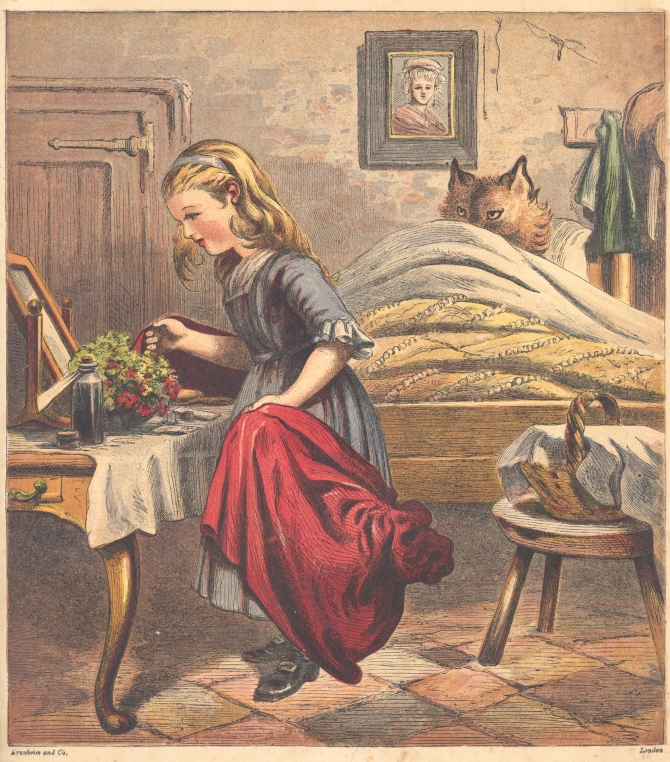
El llop esperant a Caputxeta Vermella, il·lustració d'una edició holandesa de 1868.

La gairebé desaparició d'aquesta espècie, o almenys la gran disminució del seu nombre respecte d'èpoques anteriors, per res ha minvat la seva força simbòlica, ja que en ser animal del bosc i amb hàbits de caça punt diürns com a nocturns, ha encoratjat la desconfiança i el temor tan en nens com en adults.
En la ficció, el llop s'ha guanyat certa fama com a seductor i amable, amb un desig sexual inconfesable i reprimit, per exemple en l'obra "Caputxeta vermella". Però en aquest conte, el llop i el bosc també poden voler representar més trivialment els perills amb els quals el nen o nena ha d'enfrontar-se fora de la seguretat de la llar (per més que un adult li hagi donat sàvies i convenients recomanacions sobre aquest tema). Aquests perills òbviament poden ser múltiples, accident, robatori, desorientació geogràfica, trobada amb animals, encara que per cert, també pot prendre la forma d'un atac sexual. En Le Petit Chaperon Rouge, hi ha certs indicis que indueixen a associar a l'animal amb un home, ja que per exemple, en les il·lustracions de Gustave Doré, se li observa caminant sobre les seves dues potes posteriors, i en la pròpia història, s'assenyala que es disfressa posant-se la cofia i el vestit de l'àvia.
En les tradicions populars africanes, el cocodril en cert sentit juga un rol similar a l'assenyalat per al llop, i en els contes populars asiàtics, és el tigre el que ocupa aquest lloc com a font de possibles perills. Suposant a través dels respectius comportaments en estat salvatge que aquests animals són astuts, òbviament és als qui és necessari vèncer o neutralitzar per adquirir experiència i saviesa.

### Les relacions familiars

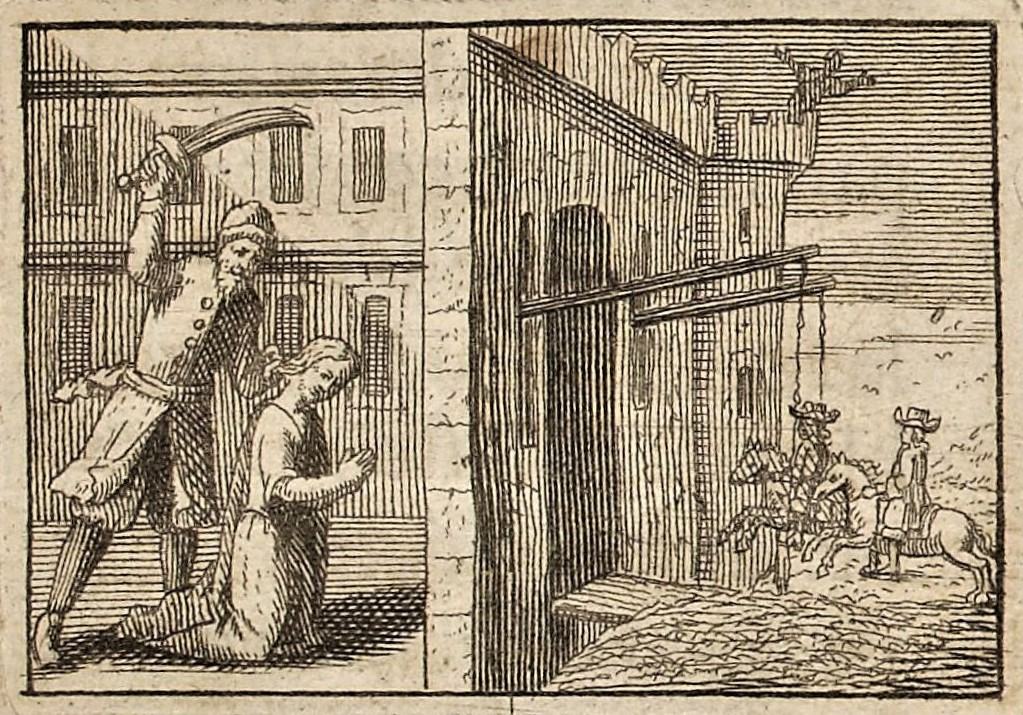
Barba Blava preparant-se per decapitar a la seva dona. Il·lustració de 1697.

Una de les característiques distintives dels contes de Charles Perrault, és la crueltat i la violència d'algunes de les relacions familiars o quotidianes que allí es descriuen, i que el seu sosteniment o objectiu podria ser el de prevenir als nens enfront d'aquestes eventualitats.

#### El matrimoni
El matrimoni és amb freqüència el final feliç de moltes de les històries. Però en certs casos, la "coca es dona volta" i la situació és una altra.
En l'obra Barba Blau, el matrimoni deriva en el malson de la jove esposa, quan ella descobreix els cadàvers de les dones precedents les quals havien desaparegut misteriosament, i en l'obra Griselidis, l'autoritat del marit sens dubte és la d'un tirà.
Els matrimonis en segones nupcias eren freqüents en l'època de Perrault, especialment a causa del nombre elevat de dones joves que morien durant el part. I almenys en la ficció, les madrastres es comportaven cruelment amb els nens i nenes; la madrastra de Ventafocs per exemple, l'explotava gairebé com una esclava, i el pare enganyat o amb molt poc caràcter, deixava que aquesta situació continués. I per la seva banda la sogra de la Bella Dorment del bosc, una vegada que el seu fill es va allunyar, no desitjava més que una cosa: menjar-se a la seva nora i als seus dos nets a la Salsa Robert!

#### Els pares
El rol dels pares en els contes de fades no es pot lloar; el més suau seria catalogar-los com a irresponsables, o com a incapaços de protegir la seva descendència. La mare de la Caputxeta Vermella no dubte a deixar-la partir sola i travessar el bosc sabent dels perills que allí lèsperen, i com a resguard solament li dona un consell. Els pares de Polzet deliberadament opten per abandonar en el bosc als seus set fills, vistes les dificultats per alimentar-los a tots. L'ogre degolla a les seves pròpies filles per distracció, els pares de la Bella dorment del bosc obliden convidar al baptisme a la fada més susceptible de totes, etc. Quant a l'obra Peau d'Âne, el pare no mostra cap remordiment ni angoixa a voler casar-se amb la seva pròpia filla.

#### Les relacions entre germans
Tampoc les coses van molt millors entre germans i germanes, doncs la solidaritat en molts casos sembla no existir entre ells, i per contra, el comú són la gelosia i l'explotació o l'abús respecte del més feble.
Polzet, per exemple, que amb l'esdevenir dels fets és l'heroi de la història, és presentat com la víctima de la família. I Ventafocs és humiliada sense pietat tant per la seva madrastra com per les dues filles d'aquesta.
Quant a l'obra La Barbe bleue, allí sí les coses són diferents, doncs solament Anne, la germana de la jove esposa de Barba Blava, recolza i assisteix a la infortunada.

### Els objectes màgics
En els contes els objectes màgics són de tres tipus, o bé serveixen per fer el bé, o bé serveixen per fer el mal, o bé tenen tots dos propòsits, definint-se en el seu objectiu segons sigui el personatge que ho té o que ho porta.
La vareta màgica solament serveix per fer el bé o per desencadenar esdeveniments meravellosos i positius, i el seu ús en general està reservat a les fades protectores; se serveixen d'aquest objecte màgic en benefici exclusiu de les seves filloles, i exemples d'això es troben en les obres Peau d'Âne, La Belle au bois dormant, i Cendrillon.
Per la seva banda en l'obra Pplzet, les botes de set llegües presenten certa ambigüitat, doncs les botes en qüestió serveixen pel bé o pel mal, segons qui les porti, l'heroi o un personatge nefast com l'ogre. En aquest cas doncs, l'objecte màgic és del tercer tipus abans ressenyat.
Igualment les pocions màgiques poden usar-se per a bé o per a mal, doncs poden ser remeis o verins, o poden provocar encantaments.
La clau encantada, en fi, podríem dir que és el cos del delicte en l'obra La Barbe bleue, ja que és l'únic objecte completament nefast en tota la narració, ja que traeix i posa en evidència a la jove i desobedient esposa.

## Adaptacions
- Molts d'aquests anomenats Contes de la Mare Oca van ser adaptats al teatre i al cinema, entre d'altres per Walt Disney Pictures i per The Jim Henson Company. El 1960, Jules Bass es va basar en ells per realitzar el llargmetratge d'animació Wacky World of Mother Goose.
- Maurice Ravel va compondre una obra titulada Ma mère l'Oye, "suite per a piano" a quatre mans, orquestrada i adaptada a ballet.
- Jacques Demy va realitzar la pel·lícula Peau d'âne el 1970, adaptació del conte de Perrault.
- Ferdinand Hérold i després Piotr Ilitch Tchaïkovski també van compondre obres de ballet inspirades en la història de la bella dorment.
- Cendrillon va ser adaptat diverses vegades per al teatre líric, i entre aquestes adaptacions, les més importants van ser la comèdia mixta amb àries breus Cendrillon (1759) de Louis Anseaume i Jean-Louis Laruette, l'opera còmica epónima (1810) de Nicolas Isouard, l'òpera buffa La Cenerentola de Jacopo Ferretti i Gioachino Rossini, i també la opéra-féerie Cendrillon (1899) de Henri Cain i Jules Massenet.[47]
- Hélène Guétary va realitzar l'adaptació de Cendrillon i de la Barbe bleue (completada per Blanche-Neige dels Germans Grimm), amb suport d'animadors de France 2, i difosos per aquesta mateixa emissora.